# QTS-11
QTS-11 (ZH-05) — автоматно-гранатометный комплекс, разработанный в Китае. Является аналогом американской системы OICW с некоторыми упрощениями: отказ от модульной системы и ручная перезарядка гранатомета. QTS-11 принят на вооружение китайский комбинированный автомат-гранатомет (комплекс совмещает в себе 5,8-мм автомат и 20-мм гранатомет).

## История
Китайский проект автоматно-гранатометного комплекса был готов в 2005 году, однако тогда он не был принят на вооружение. Причинами для этого была цена на боеприпасы для гранатомета, масса оружия и его габариты, а также вопросы возникали касательно электроники оружия. На решение всех этих вопросов ушло почти 6 лет.
Разработка ZH-05 (неофициальное название QTS-11) началась в 2010 году. Разработка ZH-05 подразумевала обеспечение сопряжения комплекса с боевым комплексом пехотинца, то есть наличие канала передачи данных видео информации с прицела на нашлемный дисплей солдата или командира. В 2012 году оружие проходило испытания во время антипиратских миссий ВМС НОАК. А в начале 2014 года в СМИ начали появляться фотографии с новым китайским автоматно-гранатометным комплексом, поступающим на вооружение и некоторых других частей Народно-освободительной армии Китая.
В начале 2018 года китайские государственные СМИ объявили о внедрении этого оружия вместе с отрядом коммандос «Небесный волк», подразделением Сил специальных операций НОАК от Западного командования театра военных действий.